# Forum démographique de Berlin
Le Forum démographique de Berlin (BDF) est une plateforme internationale dont la problématique se porte sur les enjeux démographiques.  Les participants sont des représentants de gouvernements, d’organisations internationales, du monde universitaire, de celui des affaires, de la société civile et des médias, qui se réunissent pour trouver des solutions durables à ces challenges.

## Les conférences
Depuis la création du forum, les grandes thématiques étaient les suivantes : « Famille - Enfance - Société » pour le BDF 2012 ; « Génération - Apprentissage - Prospérité » pour le BDF 2013 ; " « Sécurité - Confiance - Cohésion » pour le BDF 2014et « Activité - Santé – Participation »  pour 2015. Le cinquième BDF a eu lieu le 24-25 février 2016 avec un focus thématique sur « Travail - Perspectives - Prospérité ». La prochaine conférence aura lieu le 15-16 février 2017 à Berlin.  

## Organisation
Le forum est né d’une coopération entre le Ministère fédéral allemand de la Famille, des Personnes âgées, des Femmes et de la Jeunesse et Allianz SE, et bénéficie également du soutien des ministères fédéraux de l’Intérieur et de la Santé. L’École Européenne de Management et de Technologie (ESMT) de Berlin est, quant à elle, à la fois l’hôte et le partenaire du forum. Le Panel des Jeunes Experts du forum a en outre été financé grâce au soutien de la Fondation Vodafone. Monsieur Wolfgang Ischinger et Monsieur Jörg Rocholl de l’ESMT président chaque année le forum.
Le forum est soutenu par un Conseil Consultatif. En mars 2014, Monsieur Franz Müntefering a pris la place de Madame Ursula Lehr à la présidence du Conseil du Forum de la Démographie de Berlin.

## Participants
Participants sélectionnés:
- Alain Berset
- Dominique Bertinotti
- Michèle Delaunay
- Elsa Fornero
- Yves Leterme
- Kristina Schröder
- Åsa Regnér
- Rita Süssmuth